# Нор (департамент)
Нор (фр. Nord, буквально — «север») — департамент на севере Франции, один из департаментов региона О-де-Франс. Порядковый номер — 59. Административный центр — Лилль. В южной части департамента Нор используется пикардийский диалект французского языка, называемый «ш’ти» (фр. le ch'ti).

## География
Департамент Нор является частью региона О-де-Франс и граничит с французскими департаментами Па-де-Кале и Эна, Бельгией. С севера омывается водами Северного моря. Площадь территории — 5743 км².
Главным городом департамента является Лилль, который вместе с Рубе, Туркуэном и Вильнев-д'Аск составляет основу кластера индустриальных и бывших шахтёрских городов с населением около миллиона человек. Другими крупными городами являются Валансьен, Дуэ и Дюнкерк.
Через департамент протекают реки Изер, Лис, Шельда (Эско), Скарп, Самбра.

## История
Нор — один из первых 83 департаментов, созданных в марте 1790 г. Находится на территории трех регионов — французских частей графств Фландрия и Эно, а также архиепископства Камбре, перешедших к Франции по соглашениям 1659 (Пиренейский мир), 1668 (Ахенский мир) и 1678 (Нимвегенские мирные договоры) годов.
C IV—V веков принятая в Римской империи практика привлечения германских племен для охраны территории вдоль дороги от Булони до Кёльна создала в регионе германо-романский лингвистический барьер, сохранявшийся до VIII века. Саксонская колонизация региона сдвинула его в IX веке южнее, так что большинство жителей на территории к северу от Лилля говорили на местном диалекте нидерландского языка, а население к югу от этой черты использовали романские диалекты. Этот лингвистический барьер сохранился до сих пор в названиях ряда населенных пунктов региона. С IX века он стал смещаться на северо-восток, а в последнее время этот процесс усилился благодаря политике французского правительства, признающего французский единственным официальным государственным языком на всей территории страны. В настоящее время около 20 тысяч человек в районе Дюнкерка говорят на голландском диалекте западнофламандского языка, но тенденции показывают, что через несколько десятилетий он может исчезнуть.

## Административное деление
Департамент включает 6 округов, 41 кантон и 648 коммун (см. Коммуны департамента Нор).
Округа:
- Авен-сюр-Эльп (Avesnes-sur-Helpe)
- Камбре (Cambrai)
- Дуэ (Douai)
- Дюнкерк (Dunkerque)
- Лилль (Lille)
- Валансьен (Valenciennes)

## Экономика
Департамент Нор был локомотивом промышленной революции во Франции в XIX веке, но в начале прошлого века сильно пострадал во время Первой мировой войны. В последнее время усилились экономические, социальные и экологические проблемы, связанные с фактическим прекращением добычи угля и наметившимся ранее спадом в текстильной промышленности в районе Лилля-Рубе.

## Политика
Результаты голосования жителей департамента на Президентских выборах 2022 г.:
1-й тур: Марин Ле Пен (Национальное объединение) — 29,27 %; Эмманюэль Макрон ("Вперёд, Республика!") — 26,37 %; Жан-Люк Меланшон («Непокорённая Франция») — 21,95 %;  Эрик Земмур («Реконкиста») — 5,74 %; Прочие кандидаты — менее 5 %.
2-й тур: Эмманюэль Макрон — 52,83 % (в целом по стране — 58,55 %); Марин Ле Пен — 47,17 % (в целом по стране — 41,45 %).

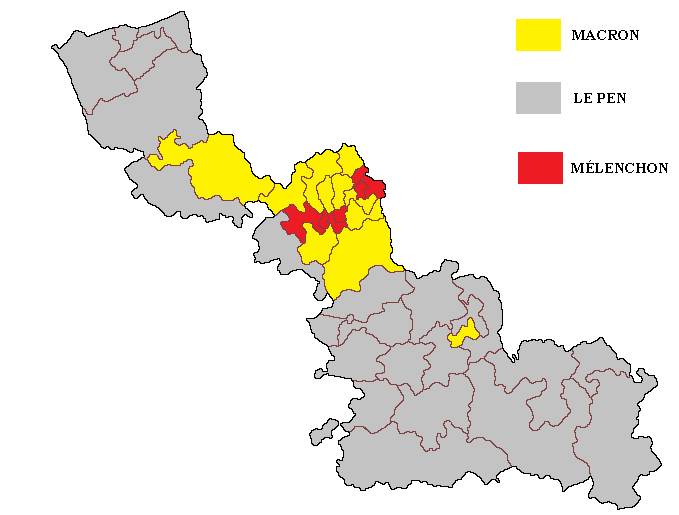
Президентские выборы 2022. Результаты 1 тура (по кантонам)
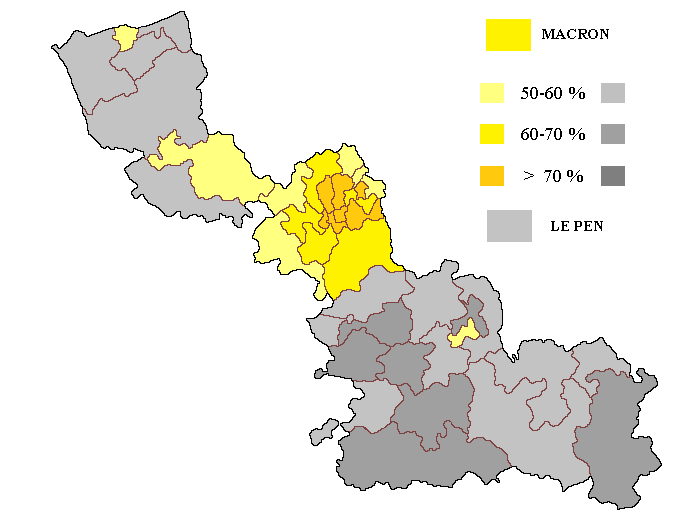
Президентские выборы 2022 Результаты 2 тура (по кантонам)
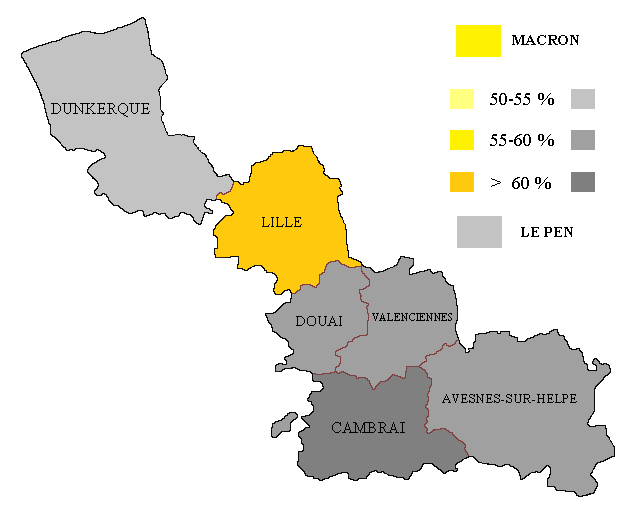
Президентские выборы 2022. Результаты 2 тура (по округам)

(2017 год — 1-й тур: Марин Ле Пен (Национальный фронт) — 28,22 %; Жан-Люк Меланшон («Непокорённая Франция») — 21,287 %; Эмманюэль Макрон ("Вперёд!") — 19,85 %; Франсуа Фийон (Республиканцы) — 16,75 %; Бенуа Амон (Социалистическая партия) — 5,65 %; Прочие кандидаты — менее 5 %. 2-й тур: Эмманюэль Макрон — 56,90 % (в целом по стране — 66,10 %); Марин Ле Пен — 43,10 % (в целом по стране — 33,90 %).
(2012 год — 1-й тур: Франсуа Олланд (Социалистическая партия) — 27,97 %; Николя Саркози (Союз за народное движение) — 24,70 %; Марин Ле Пен (Национальный фронт) — 21,91 %; Жан-Люк Меланшон (Левый фронт) — 12,62 %; Франсуа Байру (Демократическое движение) — 7,48 %. 2-й тур: Франсуа Олланд — 52,88 % (в целом по стране — 51,62 %); Николя Саркози — 47,12 % (в целом по стране — 48,38 %)).
(2007 год — 1-й тур: Николя Саркози (Союз за народное движение) — 29,30 %; Сеголен Руаяль (Социалистическая партия) — 24,83 %; Франсуа Байру (Союз за французскую демократию) — 15,64 %; Жан-Мари Ле Пен (Национальный фронт) — 13,83 %. 2-й тур: Николя Саркози — 51,75 % (в целом по стране — 53,06 %); Сеголен Руаяль — 48,25 % (в целом по стране — 46,94 %)).
В результате выборов в Национальное собрание в 2017 г. 21 мандат от департамента Нор распределился следующим образом: Вперёд, Республика! — 9, Республиканцы — 3, Союз демократов и независимых — 3, Непокорённая Франция — 2, Коммунистическая партия — 2, Разные левые — 1, Национальный фронт — 1. (2012 год — 21 мандат: СП — 7, СНД — 7, ФКП — 2, НЦ — 1, РАД — 1, РЛ — 3; 2007 год — 24 мандата: СП — 10, СНД — 8, ФКП — 2, РАД — 2, НЦ — 1, РЛ — 1).
На выборах в Совет региона О-де-Франс в 2021 году во 2-м туре победил «правый блок» во главе с действующим президентом Совета Ксавье Бертраном, получивший 50,65 % голосов, вторым был «левый блок» во главе с депутатом Европейского парламента Каримой Делли — 25,73 %, третьим – Национальное объединение во главе с депутатом Национального собрания Себастьеном Шеню — 23,62 %. (2015 год: «правый блок» — 61,84 %, Национальный фронт —38,16 %).

### Совет департамента
После выборов 2021 года большинством в Совете департамента обладают правые и центристские партии. Президент Совета департамента — Кристиан Пуаре (Christian Poiret) (Разные правые).
Состав Совета департамента (2021—2028):
|                        | Партия                        | Кол-во мест            | +/- (к 2015 г.)        |
| Большинство (50 мест): | Большинство (50 мест):        | Большинство (50 мест): | Большинство (50 мест): |
| ---------------------- | ----------------------------- | ---------------------- | ---------------------- |
|                        | Разные правые                 | 26                     | +10                    |
|                        | Республиканцы                 | 14                     | -9                     |
|                        | Союз демократов и независимых | 6                      | -7                     |
|                        | Вперёд, Республика!           | 2                      | +2                     |
|                        | Разные центристы              | 2                      | +2                     |
| Оппозиция (30 мест):   |                               |                        |                        |
|                        | Разные левые                  | 12                     | +9                     |
|                        | Коммунистическая партия       | 9                      | -1                     |
|                        | Социалистическая партия       | 5                      | −11                    |
|                        | Европа Экология Зелёные       | 5                      | +5                     |
|                        | Радикальная левая партия      | 1                      | 0                      |